# Cantonul Niort-Est
Cantonul Niort-Est este un canton din arondismentul Niort, departamentul Deux-Sèvres, regiunea Poitou-Charentes, Franța.

## Comune
| Comune | Populație (1999) | Cod poștal | Cod INSEE |
| ------ | ---------------- | ---------- | --------- |
| Niort  | 17.915 (*)       | 79000      | 79191     |